# HD 43691 b
HD 43691 b — це велика газова планета, схожа на Юпітер, але значно масивніша. Вона знаходиться приблизно за 280 світлових років від Землі в сузір'ї Візничого. Через те, що астрономи поки не знають точного нахилу її орбіти, можна визначити лише мінімальну масу цієї планети, а її реальна маса може бути ще більшою. HD 43691 b обертається дуже близько до своєї зорі — навіть ближче, ніж Меркурій до Сонця. Це означає, що рік на цій планеті триває всього кілька днів, а температура на її поверхні надзвичайно висока, що робить її так званим «гарячим Юпітером».